# Oko głowonogów
Oko głowonogów – parzysty, osadzony na głowie, narząd wzroku o budowie przystosowanej do środowiska, w którym żyją głowonogi – drapieżniki ekosystemów morskich. Oczy w gromadzie głowonogów reprezentują dwa różne stopnie zorganizowania – od prymitywnych u łodzików do ewolucyjnie zaawansowanych u dwuskrzelnych.

## Łodziki
U łodzików występują pozbawione soczewki oczy kubkowe, będące wpukleniami naskórka głowy. Ich źrenice są niewielkie (1-2 mm). Potrafią się zwężać i rozszerzać w zależności od jasności światła. Ten typ oka pozwala uzyskać precyzyjniejsze obrazy niż typowe oko kubkowe, mając aparat szczelinowy działający jak camera obscura.

## Dwuskrzelne
U dwuskrzelnych w trakcie rozwoju oczy zawiązują się jako kubkowe, po czym przechodzą w pęcherzykowe. Dwuskrzelne, podobnie jak kręgowce, posiadają oczy typu fotograficznego składające się z soczewki wyświetlającej obraz na siatkówce. Powstają one jednak w wyniku inwaginacji powierzchni ciała (oczy kręgowców są uwypukleniami śródmózgowia), w związku z czym pierwotnie nie posiadają rogówki. Akomodacja zachodzi w oku głowonoga przez oddalanie i przybliżanie soczewki względem siatkówki oraz zwężanie źrenicy. Oczy są kształtem zbliżone do kuli, podobnie jak całkowicie wewnętrzna soczewka. U niektórych gatunków głębinowych ich średnica dochodzi do 40 cm, a masa do 40% masy ciała. Źrenice głowonogów cechuje duża różnorodność morfologiczna: u kałamarnic są okrągłe, u mątw W-kształtne, a u ośmiornic prostokątne. Oczy ośmiornic jako jedyne są chronione przez tzw. zamkniętą rogówkę. U pozostałych gatunków oko ma bezpośredni kontakt z wodą morską.
Krystaliny, wchodzące w skład soczewek oczu głowonogów, rozwinęły się u nich niezależnie od tych występujących w soczewkach kręgowców. Sugeruje to homoplazyjną genezę soczewki.
Większość głowonogów posiada system mięśni zewnętrznych oka pozwalających na doskonałą kontrolę ich pozycji. U ośmiornic występuje reakcja autonomiczna utrzymująca orientację źrenic w taki sposób, że zawsze są ustawione poziomo.

### Polaryzacja światła
U niektórych głowonogów, najlepiej u ośmiornic, udokumentowano zdolność postrzegania przez ich oczy kierunku polaryzacji światła. Jest to możliwe dzięki ortogonalnemu ułożeniu sąsiednich fotoreceptorów. Dokładna funkcja tej zdolności nie została udowodniona, ale postawiono hipotezy, że może być używana do wykrywania ofiary, nawigacji i komunikacji u gatunków zdolnych do zmiany barwy.

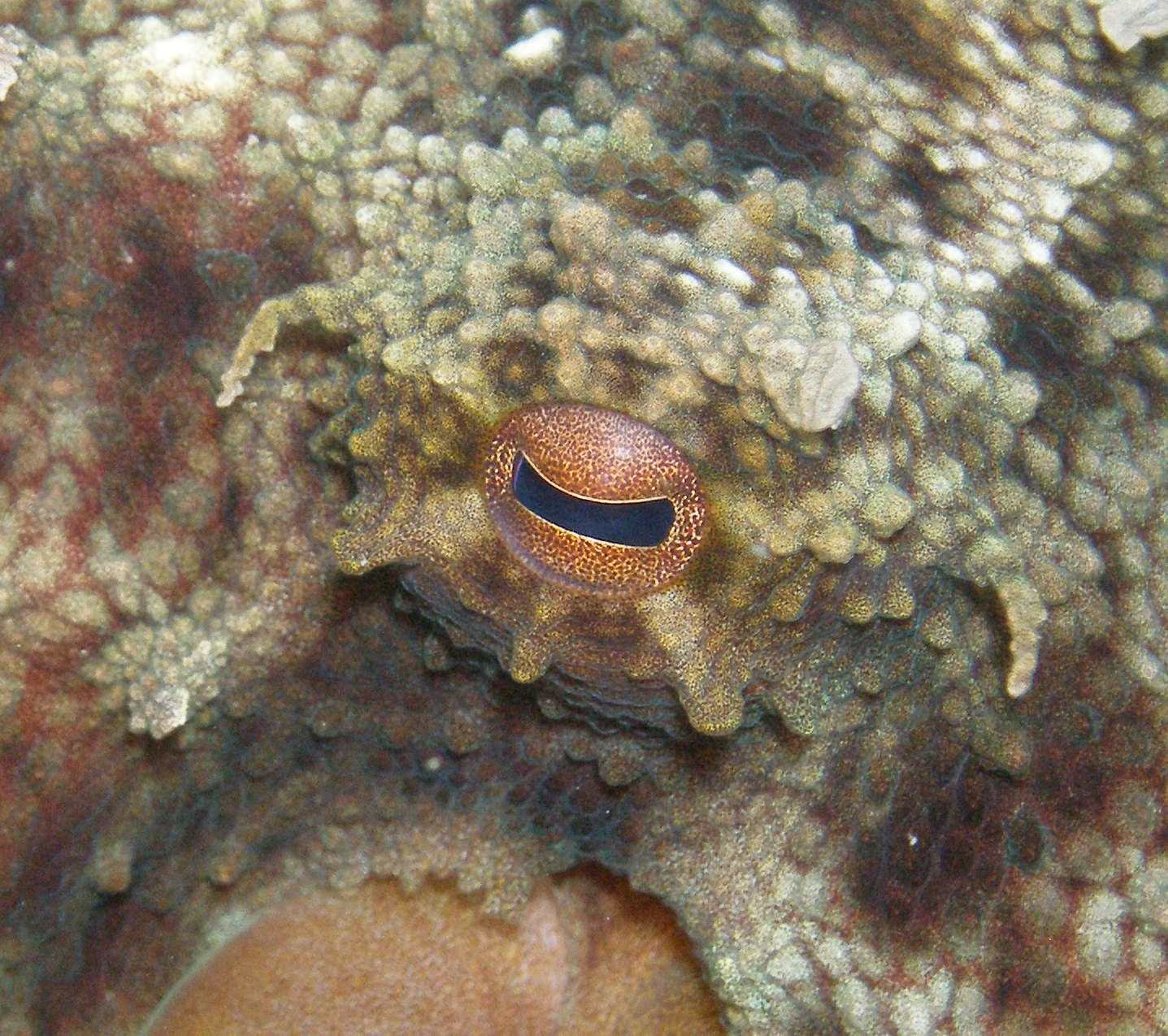
Oko ośmiornicy
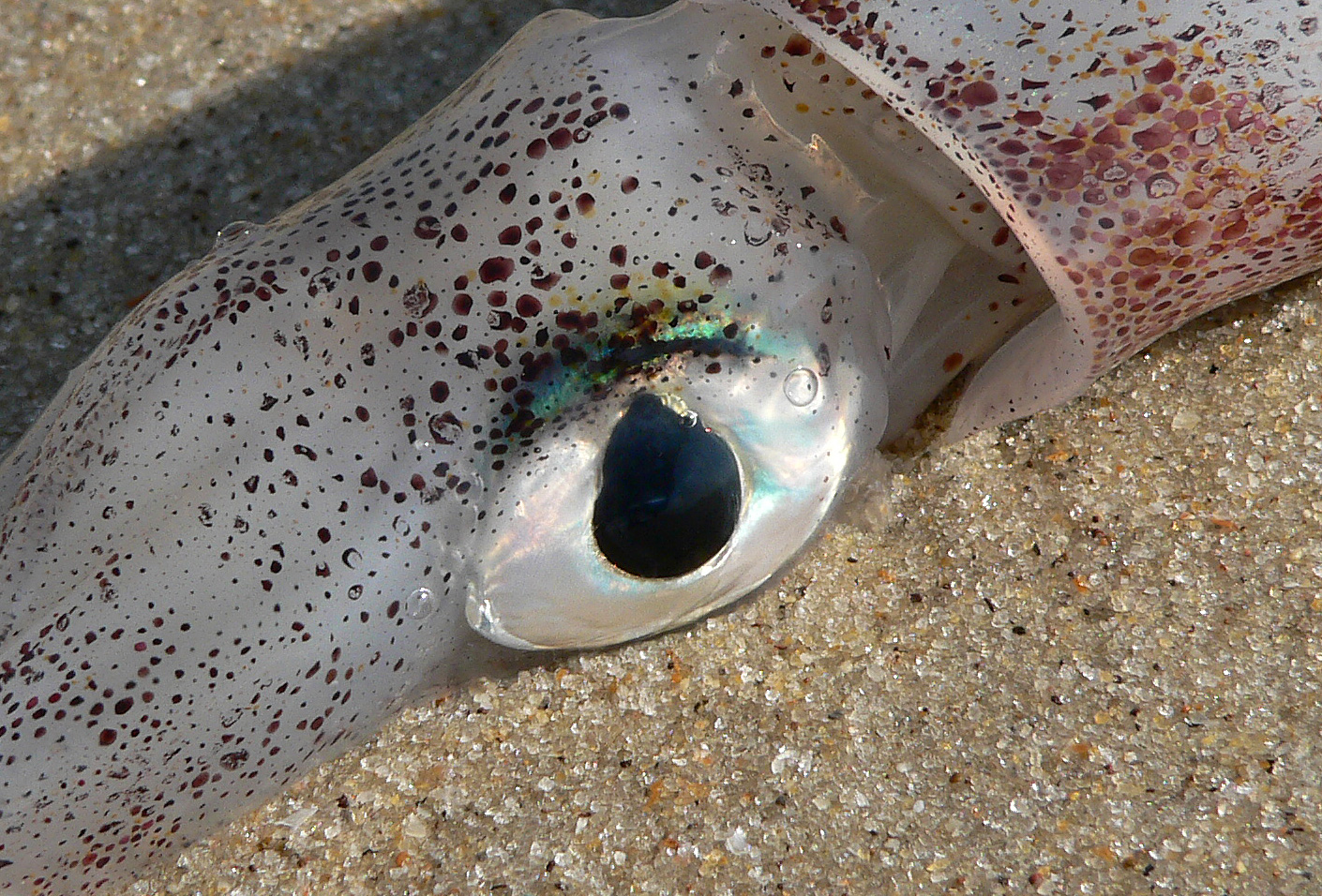
Oko kalmara
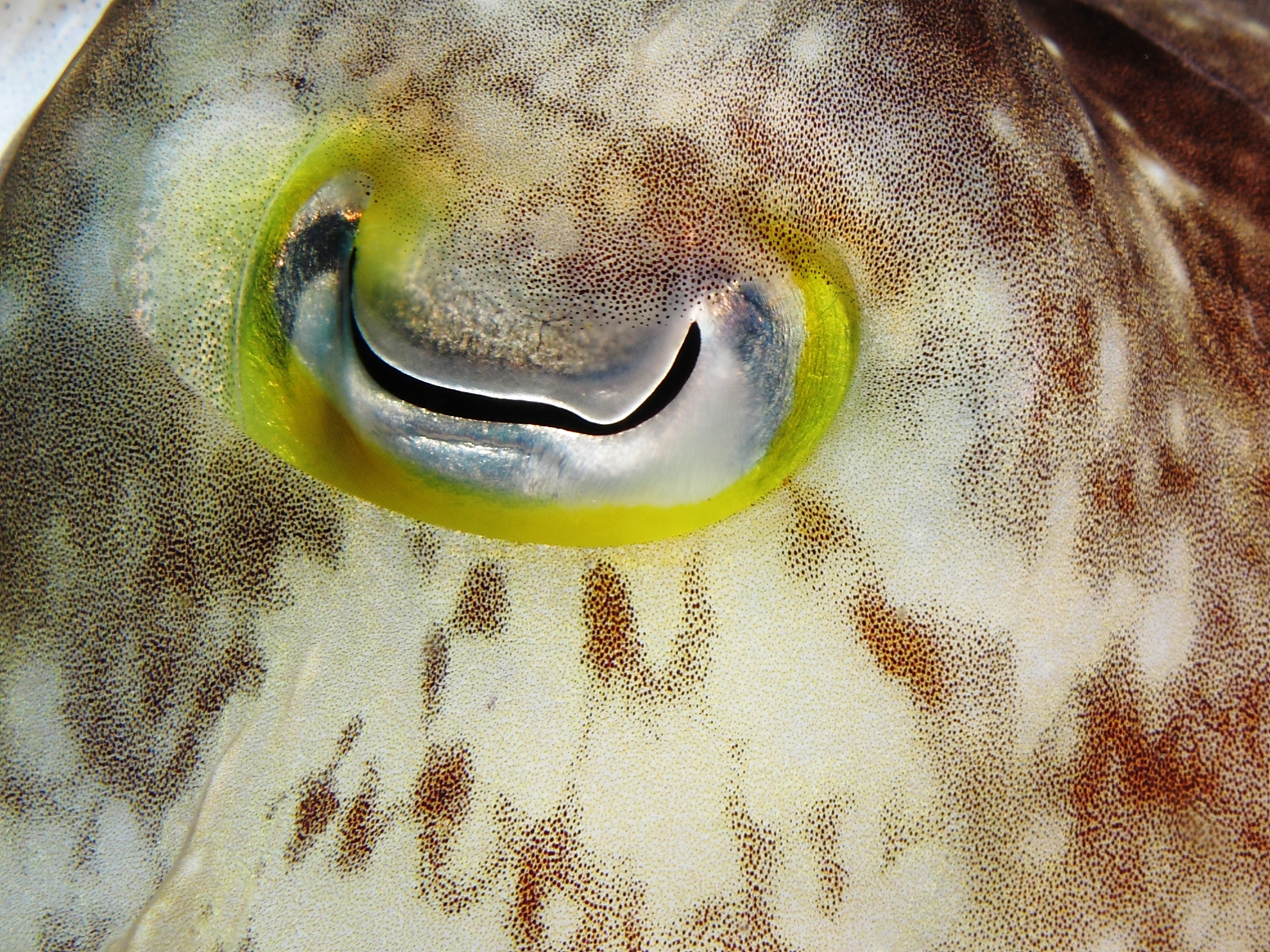
Oko mątwy
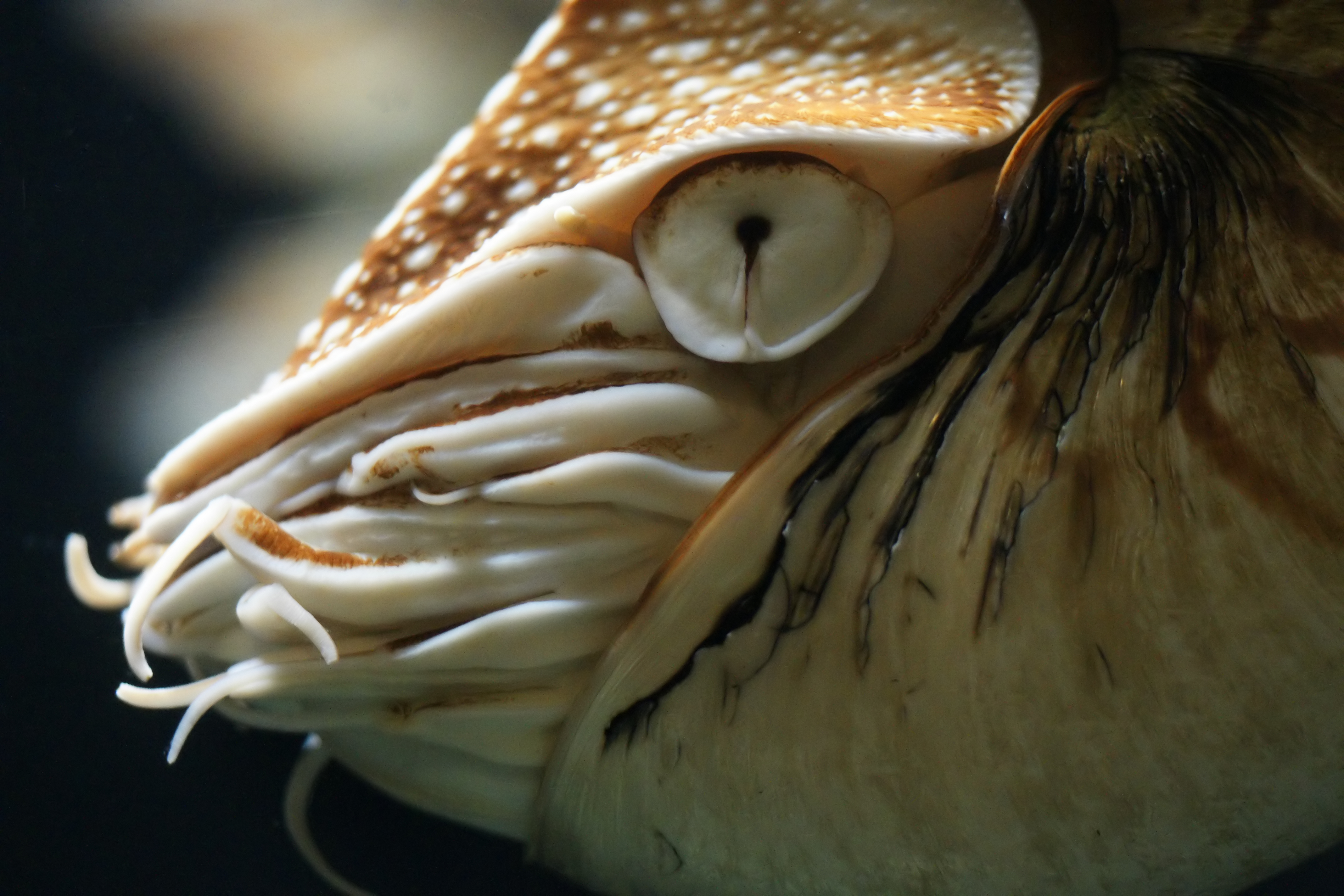
Oko łodzika